# (24169) 1999 WQ11
(24169) 1999 WQ11 est un astéroïde de la ceinture principale d'astéroïdes découvert en 1999.

## Description
(24169) 1999 WQ11 a été découvert le 29 novembre 1999 à l'observatoire de Nihondaira, un observatoire astronomique qui se trouve sur une colline surplombant Shimizu-ku à Shizuoka au Japon, par Takeshi Urata.

### Caractéristiques orbitales
L'orbite de cet astéroïde est caractérisée par un demi-grand axe de 2,44 UA, un périhélie de 1,97 UA, une excentricité de 0,19 et une inclinaison de 4,86° par rapport à l'écliptique. Du fait de ces caractéristiques, à savoir un demi-grand axe compris entre 2 et 3,2 UA et un périhélie supérieur à 1,666 UA, il est classé, selon la JPL Small-Body Database, comme objet de la ceinture principale d'astéroïdes.

### Caractéristiques physiques
(24169) 1999 WQ11 a une magnitude absolue (H) de 14,8 et un albédo estimé à 0,222.